# سعدون بورو
سعدون بورو (بالتركية: Sadun Boro)‏‏ (1928 في إسطنبول - 5 يونيو 2015 في مرماريس) بحار، وملاح، ومهندس من تركيا.